# 林又一郎 (2代目)
二代目 林 又一郎（はやし またいちろう、1893年（明治26年）7月3日 - 1966年（昭和41年）12月31日）は、明治末から戦後昭和にかけて活躍した歌舞伎役者。屋号は成駒屋。定紋は花菱三つ蝶、替紋は又一イ菱。俳名に五色、三蝶。本名は林 長三郎（はやし ちょうざぶろう）。

## 来歴
初代中村鴈治郎の長男として大阪に生まれる。
明治34年（1901年）3月大阪中座『千石騒動』で本名の林長三郎を名乗って初舞台。以後父と舞台を共にするが、長じては研究会「五色座」を主催して独自の舞台をも模索。長男でありながら父が一代で築いた大名跡「中村鴈治郎」の二代目は弟の四代目中村翫雀に譲った。
昭和17年（1942年）10月大阪歌舞伎座『傾城反魂香』（吃又）の又平、『義経千本桜』「吉野山」の狐忠信ほかで二代目林又一郎を襲名した。
昭和33年（1958年）には弟の二代目鴈治郎や、十三代目片岡仁左衛門、三代目實川延若らとともに「七人の会」を立ち上げ、つづく「仁左衛門歌舞伎」にも参加して、すでに崩壊の淵にあった上方歌舞伎をなんとか復興させようとした。墓所は大阪市常國寺。

## 人物・芸風
偉大な父の陰に隠れ、そのうえ陽のあたる場所は弟に歩かせるほど謙虚な性格で、また時代が上方歌舞伎の凋落期にもあたっていたこともあり、その名が大看板となることはついになかったが、『伊勢音頭恋寝刃』（伊勢音頭）の万次郎、『恋飛脚大和往来』（冥途の飛脚）の忠兵衛などの若衆をつとめるときは、古風な好い味を見せていた。また立役もこなし脇を固めた。
特筆すべきは「踊りは又一郎」といわれるほど舞踊は高い評価を受け、西の又一郎は東の三津五郎（七代目坂東三津五郎）とともに昭和の歌舞伎舞踊の双璧と謳われた。軽妙洒脱さに溢れ好劇家に喜ばれた。又一郎襲名で披露した『吉野山』のほか『流星』『三番叟』『三つ面』などを得意とした。

## 家族
- 弟：二代目中村鴈治郎（笑福亭圓歌の娘と結婚）
  - 甥：四代目坂田藤十郎（扇千景と結婚）
  - 姪：中村玉緒（勝新太郎と結婚）
- 妹：中村芳子（四代目中村富十郎と結婚）
  - 甥：初代中村亀鶴
- 妹：林たみ（長谷川一夫と結婚、のち離婚）
  - 甥：林成年
  - 姪：長谷川季子
- 子：林敏夫（北見礼子と結婚、北満洲で戦死）
  - 孫：林与一（小川知子と結婚、のち離婚）